# 韩氏乌毛蕨
韩氏乌毛蕨（学名：Blechnum hancockii），又名韩氏罗曼蕨，为乌毛蕨科乌毛蕨属下的一个种。